# Flower of Scotland
A Flower of Scotland (Scots nyelven: Flouer o Scotland, Skót gael nyelven: Flùr na h-Alba) egy skót patrióta ének, amit gyakran énekelnek különleges alkalmakkor és sporteseményekkor mint Skócia de facto hivatalos himnuszát.
A dalt az 1960-as évek közepén a The Corries nevű folk együttes egyik énekese, Roy Williamson írta. Először 1967-ben egy BBC-n futó sorozatban mutatták be. A dal szövege utalás a skótok győzelmére I. Róbert vezetésével II. Eduárd angol király felett a bannockburni csatában 1314-ben.
Noha Skóciának nincsen hivatalos himnusza, a Flower of Scotland egyike azon énekek közül, amit ekként használnak. 2006 júniusában a Királyi Skót Nemzeti Zenekar szavazásra bocsátotta a himnusz témáját, és a válaszolók 41%-a ezt a dalt választotta volna meg nemzeti himnusznak.
A dal írott és énekelt nyelve az angol, de néhány szót a skót dialektus szerint ejtenek (pl.: "Tae" "To" helyett).

## Dalszöveg
Általában csak az első és a harmadik versszakot éneklik.
O Flower of Scotland
When will we see
Your like again,
That fought and died for,
Your wee bit Hill and Glen,
And stood against him,
Proud Edward’s Army,
And sent him homeward,
Tae think again.
The Hills are bare now,
And Autumn leaves
Lie thick and still,
O’er land that is lost now,
Which those so dearly held,
That stood against him,
Proud Edward’s Army,
And sent him homeward,
Tae think again.
Those days are past now,
And in the past
They must remain,
But we can still rise now,
To be the nation again,
That stood against him,
Proud Edward’s Army,
And sent him homeward,
Tae think again.
O Flower of Scotland,
When will we see
Your like again,
That fought and died for,
Your wee bit Hill and Glen,
And stood against him,
Proud Edward’s Army,
And sent him homeward,
Tae think again.
A refrén első sora után a benne lévő mutatónévmás (him) miatt gyakran, amolyan bekiabálás szerűen éneklik, hogy "against who?".